# ABDL

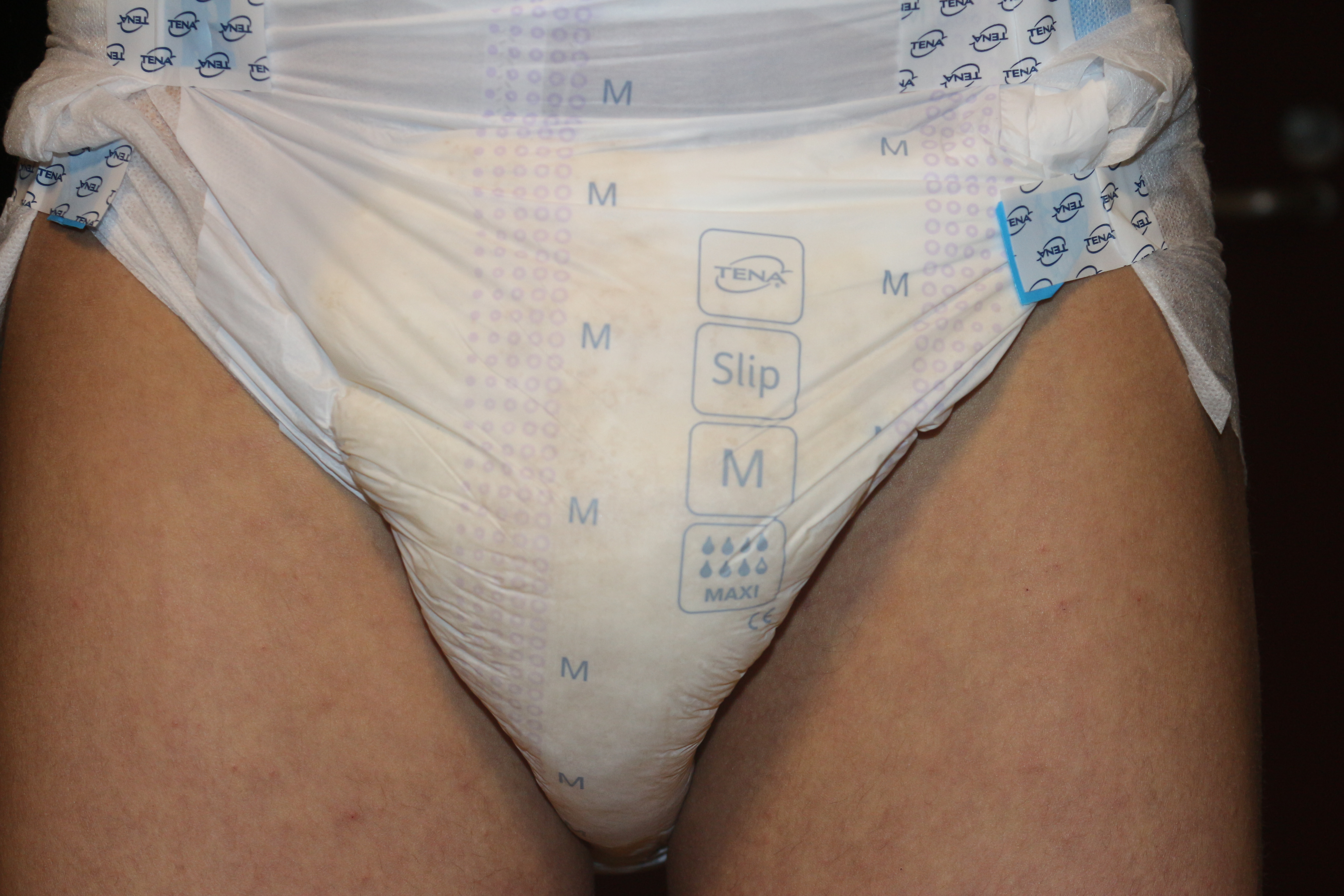
기저귀를 착용하고 오줌을 입은 ABDL

아기 욕망은 없지만 기저귀를 좋아하는 사람. 기저귀를 입은 채 배설한다. AB와 DL을 모두 가지고 있는 사람도 있다.

## 특징

### ABDL

#### 연령대

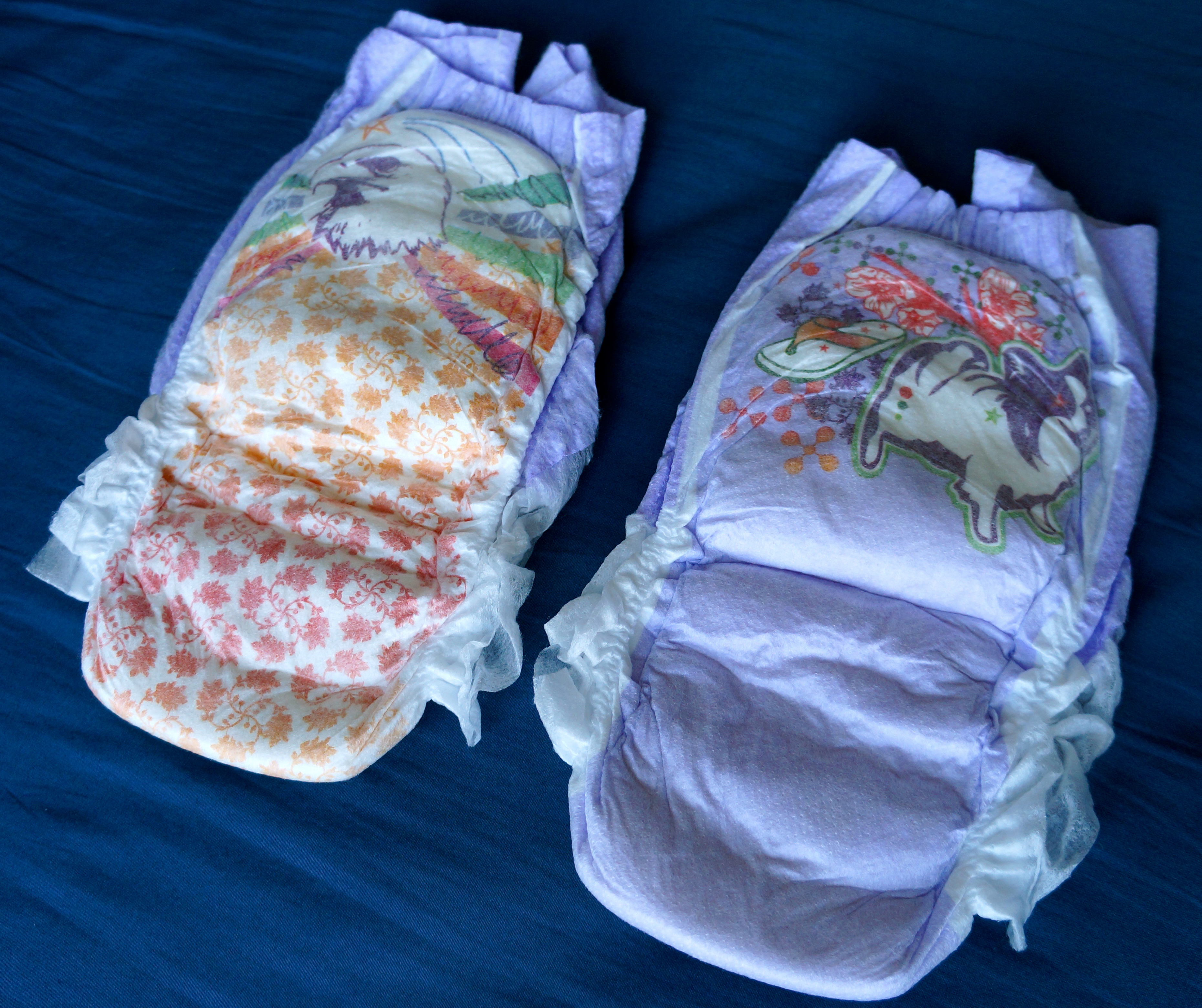
오네쇼용 기저귀

아기 욕망이 있는 성인. 롬퍼스, 삐걱거리는 등의 아기 상품을 몸에 익혀 생활을 하고 있다. AB 단독만이라는 사람은 비교적 적다.

#### DL (Diaper Lover)
오줌 사인은, 기저귀를 착용하고 있는 사람이 오줌을 싸면 색이 바뀌는 선이며, 영유아용지 기저귀나 ABDL 종이 기저귀가 사용되고 있다.

#### AB(Adult Baby)

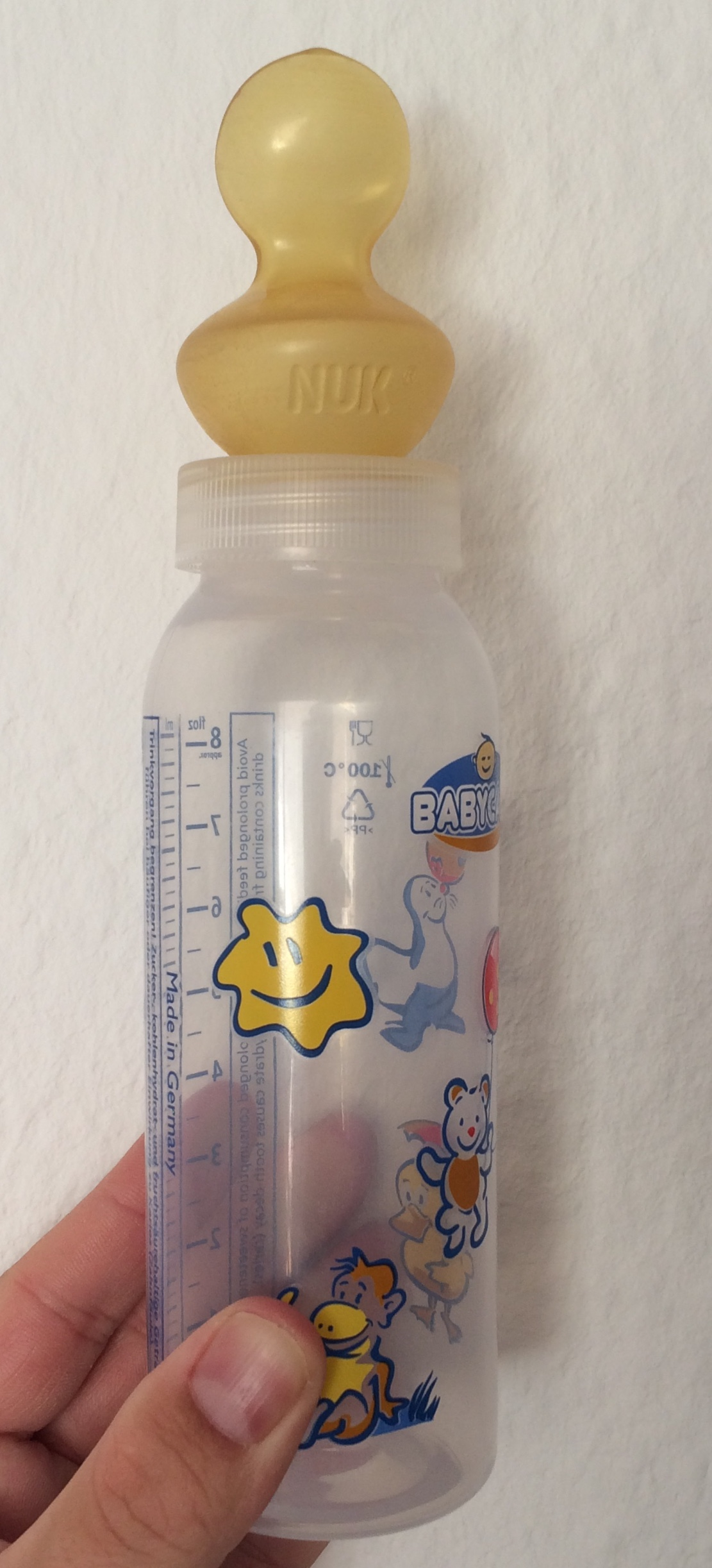
포유병

주로 20대, 30대가 많고, 일부는 초등학생 도 있다. 이들 중에는 어린 시절 부모로부터의 학대 등으로 애정을 충분히 키우지 못한 사람들이 많이 존재한다.

#### 정보 발신
세계에는 ABDL을 대상으로 한 기저귀 전문점이 있다.

## 기저귀

### 사용하는 기저귀

#### 유아 종이 기저귀
무두 와 메리즈 등 유아용 종이 기저귀. ABDL은 이들을 그대로 착용하거나 집결을 조합하여 "확장 기저귀"로 사용하고 있다.

#### ABDL 용지 기저귀
ABUniverce 나 LittleForBig등의 ABDL을 대상으로 한 기저귀. 유아 종이 기저귀와 마찬가지로 오줌 사인이 붙어 있는 것도 있다.

### 오줌 사인
ABDL은 기저귀를 착용한 상태에서 배설한다. 기저귀에 배설하면 엉덩이 와 성기가 더러워지기 때문에 기저귀를 바꿀 필요가 있다. 기저귀 교체는 아기와 마찬가지로 먼저 기저귀의 측면을 깨고, 다음에 엉덩이와 성기를 엉덩이에 닦아 마지막으로 새로운 기저귀를 착용한다.

## 역화장실 훈련
화장실에 갈 수 없는 유아는 반드시 화장실 트레이닝을 하고, 화장실 에서 배설을 할 수 있도록 연습한다. 그러나 역화장실 훈련은 지금까지 화장실에서 배설되어 있던 사람이 기저귀에서 배설할 수 있도록 하는 훈련이다. 다만, 너무 하면 다시 화장실 트레이닝을 해야 하거나 생애 기저귀 생활이 되기도 한다.

### 방법
1. 기저귀를 준비하고 착용하십시오.
2. 요의 또는 편의가 오면 기저귀에 배설한다.
3. 더러운 기저귀를 새 기저귀로 교체합니다.
4. 2를 반복한다.

### 성공 후
역화장실 훈련이 성공하면 요의나 편의의 감각이 없어져 자연스럽게 기저귀에 배설할 수 있게 된다. 낮 동안의 오모시 뿐만 아니라 밤의 수영 도 할 수 있게 된다.

## 일상생활

### 아이템
- 종이 기저귀 또는 천 기저귀
- 롬퍼스
- 부끄러움
- 포유병
- 기저귀 커버
- 방수 시트
- 이유식
- 젖꼭지
- 장난감
- 그림책
- 아기 파우더
- 오시리후키
- 기저귀 교환대
- 트레이닝 팬츠
- 오마루
- 보조 변기
- 봉제인형

### 말
AB는, 유아어를 사용하여, 파트너 등에 말을 건다. 여기에서는, AB가 자주 사용하는 유아어를 의미와 함께 소개한다.
- 형아야(형)
- 누나야(누나)
- 쉬(오줌)
- 기저귀

## 전문점
- ABUniverse [1]
- littleforbigjp [2]
- Omutopia [3]

1. ↑  “abuniverce-home diapers for abdl”. 《ABUniverse Japan》 (미국 영어). 2024년 1월 8일에 확인함.
2. ↑  “littleforbigjp”. 《littleforbigjp》 (일본어). 2024년 1월 8일에 확인함.
3. ↑  The4 (2024년 1월 4일). “ABDL専門店 Omutopia～オムトピア～”. 《Omutopia～ABDLショップ～》 (일본어). 2024년 1월 8일에 확인함.